# Фотосинтез

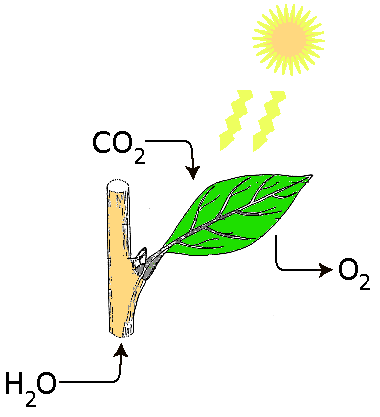
Загальна схема фотосинтезу

Фотоси́нтез (від грец. φωτο- — світло та грец. σύνθεσις — синтез, сукупність) — це процес утворення зеленими рослинами, ціанобактеріями і деякими іншими бактеріями органічних речовин з вуглекислого газу (CO2) та води (H2O) за рахунок енергії світла з виділенням молекулярного газу.
Фотосинтез відбувається за участі фотосинтетичних пігментів (хлорофіл у рослин, бактеріохлорофіл і бактеріородопсин у бактерій), часто з виділенням кисню як побічного продукту. Це надзвичайно складний процес, що передбачає довгу послідовність узгоджених біохімічних реакцій. Він відбувається у вищих рослинах, водоростях, багатьох бактеріях, деяких археях і найпростіших — організмах, відомих разом як фототрофи. Сам процес відіграє важливу роль у кругообігу вуглецю в природі. Фотосинтез — єдиний процес у біосфері, який призводить до засвоєння енергії Сонця й забезпечує існування як рослин, так і всіх гетеротрофних організмів.
Узагальнене рівняння фотосинтезу (брутто-формула) має вигляд:
6СО2 + 6Н2О = С6Н12О6 + 6О2

## Типи фотосинтезу
Розрізняють оксиге́нний і аноксиге́нний типи фотосинтезу. Оксигенний найбільш поширений: його здійснюють рослини, ціанобактерії і прохлорофіти. Аноксигенний фотосинтез відбувається в пурпурових, деяких зелених бактеріях і геліобактеріях.
Вирізняють три етапи фотосинтезу: фотофізичний, фотохімічний та хімічний. На першому етапі відбувається поглинання фотонів світла пігментами, їх перехід в збуджений стан і передавання енергії до інших молекул фотосистеми. При цьому, за результатами нового дослідження вчених з Університету Берклі (США) встановлено, що для запуску процесу перетворення енергії рослинами та іншими організмами на хімічну енергію потрібен лише один фотон.
На другому етапі відбувається розділення зарядів у реакційному центрі, перенесення електронів фотосинтетичним електронно-транспортним ланцюгом, що закінчується синтезом аденозинтрифосфорна кислота і НАДФН. Перші два етапи разом називаються світлозалежною стадією фотосинтезу. Третій етап відбувається вже без обов'язкової участі світла й охоплює біохімічні реакції синтезу органічних речовин з використанням енергії, накопиченої на світлозалежній стадії. Найчастіше як такі реакції розглядається цикл Кальвіна і глюконеогенез, утворення цукрів і крохмалю з вуглекислого газу повітря.

## Просторова локалізація
Фотосинтез рослин здійснюється в хлоропластах, відособлених двомембранних органелах клітини. Хлоропласти можуть бути в клітинах плодів, стебел тощо, проте основним органом фотосинтезу, анатомічно пристосованим до його здійснення, є листя. У листку найбагатша хлоропластами тканина — палісадна, або фотосинтезуюча/стовпчаста/хлорофілоносна, паренхіма. У деяких сукулентів з виродженим листям (наприклад, кактусів) основна фотосинтетична активність пов'язана зі стеблом.
Світло для фотосинтезу захоплюється повніше завдяки плоскій формі листка, що забезпечує велике відношення поверхні до об'єму. Вода доставляється з кореня розвиненою мережею судин (прожилків листка). Вуглекислий газ надходить частково за допомогою дифузії через кутикулу і епідерміс, проте велика його частина дифундує в листя через продихи і по листку через міжклітинний простір. Рослини, що здійснюють С4 і CAM-фотосинтез, сформували особливі механізми для активної асиміляції вуглекислого газу.
Внутрішній простір хлоропласта заповнений безбарвною речовиною (стромою) і пронизаний мембранами (ламелами), які, з'єднуючись одна з одною, утворюють тилакоїди, які, у свою чергу, групуються в стопки, так звані грани. Внутрішньотилакоїдний простір відокремлений і не сполучається з рештою строми. Передбачається також, що внутрішній простір всіх тилакоїдів сполучений між собою. Світлові стадії фотосинтезу пов'язані з мембранами, автотрофна фіксація вуглекислого газу відбувається в стромі.
У хлоропластах є власні ДНК, РНК, рибосоми (типу 70S), де йде синтез білка (хоча цей процес контролюється з ядра). Вони не синтезуються знову щоразу, а утворюються шляхом поділу попередніх. Усе це дозволило вважати їх нащадками вільних ціанобактерій, що увійшли в склад еукаріотичної клітини в ході симбіогенезу.
Ціанобактерії та інші фотосинтезуючі бактерії та археї, таким чином, самі виконують функції хлоропластів рослин, і фотосинтетичний апарат їхніх клітин не винесений в особливу органелу. Їхні тилакоїди, проте, утворюють не стопки, а різні складчасті структури (в однієї ціанобактерії Gloeobacter violaceus тилакоїди відсутні зовсім, а весь фотосинтетичний апарат знаходиться на цитоплазматичній мембрані, що не створює заглибин). У них і в рослин також є відмінності у світлозбиральному комплексі (див. нижче) і в складі пігментів.

## Світлова (світлозалежна) стадія
У ході світлової стадії фотосинтезу утворюються високоенергетичні продукти: аденозинтрифосфат, який служить у клітині джерелом енергії, і НАДФН, що використовується як відновник. Як побічний продукт виділяється кисень.

### Фотохімічна суть процесу

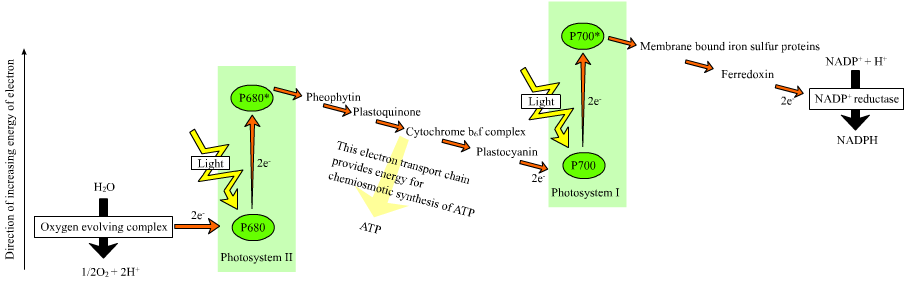
Двостадійний фотосинтез («Z-схема»)

Хлорофіл має два рівні збудження (з цим пов'язана наявність двох максимумів на його спектрі поглинання): перший пов'язаний з переходом на вищий енергетичний рівень електрона системи зв'язаних подвійних зв'язків, другий — зі збудженням неспарених електронів азоту й кисню порфіринового ядра. При незмінному спіні електрона формуються синглетні перший і другий збуджений стан, при зміненому — триплетні перший і другий.
Другий збуджений стан найбільш високоенергетичний, нестабільний, і хлорофіл за 10−12 с переходить з нього на перший, з утратою 100 кДж/моль енергії лише у вигляді тепла. З першого синглетного і триплетного станів молекула може переходити в основний з виділенням енергії у вигляді світла (флуоресценція) або тепла, з перенесенням енергії на іншу молекулу, або, оскільки електрон на високому енергетичному рівні слабко зв'язаний з ядром, з переносом електрона на іншу сполуку.
Друга можливість здійснюється у світлозбиральних комплексах, перша — в реакційних центрах, де переведений до збудженого стану при поглинанні кванта світла хлорофіл стає донором електрона (відновлювачем) і передає його на первинний акцептор. Щоб запобігти поверненню електрона на позитивно заряджений хлорофіл, первинний акцептор передає його вторинному. Крім того, час життя отриманих сполук вищий, ніж у збудженої молекули хлорофілу. Відбувається усталення енергії і розділення зарядів. Для подальшої стабілізації вторинний донор електронів окислює позитивно заряджений хлорофіл, первинним же донором у разі оксигенного фотосинтезу є вода.
Проблемою, з якою стикаються при цьому організми з оксигенним типом фотосинтезу, є відмінність окислювально-відновних потенціалів води (E0=+0,82 В) і НАДФ+ (E0=-0,32 В). Хлорофіл при цьому повинен мати в основному стані потенціал, більший за +0,82 В, щоб окиснювати воду, але при цьому мати в збудженому стані потенціал, менший ніж −0,32 В, щоб відновлювати НАДФ+. Одна молекула хлорофілу може відповідати обом вимогам завдяки наявності ізольованих систем спряжених π-зв'язків: акцептором електронів у молекулах хлорофілів виступає вільна високоенергетична d-орбіталь атома магнію, спряжена з ароматичною системою порфіринового ядра, донором виступає карбоксиметильна група, приєднана до атома вуглецю в положенні 13² (нумерація на сторінці хлорофіл німецькою), яка має зв'язок з карбонільною групою, приєднаною до атома вуглецю в положенні 13¹. Перенесення електрона від карбонільної до карбоксиметильної групи відбувається крізь водневий атом координаційно зв'язаної молекули води (або атом кетальної форми), після чого водневий зв'язок послаблюється або розривається через набуття карбоксиметильною групою порівняно добре локалізованого позитивного заряду. Таким чином, запобігання втраті поглиненої енергії через флуоресценцію вдається досягти внутрішньомолекулярною дисоціацією.

### Світлозбиральні комплекси
Хлорофіл виконує два завдання: поглинання і передавання енергії. Понад 90 % всього хлорофілу хлоропластів входить у склад світлозбиральних комплексів (СЗК), що виконують роль антени, яка передає енергію в реакційний центр фотосистем I або II. Крім хлорофілу, в СЗК є каротиноїди, а в деяких водоростей і ціанобактерій — фікобіліни, роль яких полягає в поглинанні світла тих довжин хвиль, що хлорофіл поглинає порівняно слабо.
Передавання енергії йде резонансним шляхом (механізм Лерстера) і посідає для однієї пари молекул 10−10–10−12 с, відстань, на яку здійснюється перенесення, становить близько 1 нм. Передавання супроводжується деякими втратами енергії (10 % від хлорофілу а до хлорофілу b, 60 % від каротиноїдів до хлорофілу), через що можлива тільки від пігменту з максимумом поглинання за меншої довжини хвилі до пігменту з більшою довжиною хвилі в максимумі поглинання. Саме в такому порядку взаємно локалізуються пігменти СЗК, причому найбільш довгохвильові хлорофіли знаходяться в реакційних центрах. Зворотний перехід енергії неможливий.
СЗК рослин розташований у мембранах тилакоїдів. У ціанобактерій основна його частина винесена за межі мембран у прикріплені до них фікобілісоми — паличкоподібні поліпептидно-пігментні комплекси, в яких знаходяться різні фікобіліни: на периферії фікоеритрини (з максимумом поглинання при 495—565 нм), за ними фікоціаніни (550—615 нм) і алофікоціаніни (610—670 нм), що послідовно передають енергію на хлорофіл а (680—700 нм) реакційного центру.

### Основні складники електронно-транспортного ланцюжка

#### Фотосистема II
Фотосистема — сукупність СЗК, фотохімічного реакційного центру і переносників електрона. Світлозбиральний комплекс II містить 200 молекул хлорофілу а, 100 молекул хлорофілу b, 50 молекул каротиноїдів і 2 молекули феофітину. Реакційний центр фотосистеми II є пігмент-білковим комплексом, розташованим у тилакоїдних мембранах і оточеним СЗК. У ньому розташований димер хлорофілу а з максимумом поглинання при 680 нм (П680). На нього кінець-кінцем передається енергія кванта світла з СЗК, унаслідок чого один з електронів переходить у вищий енергетичний стан, зв'язок його з ядром ослаблюється, і збуджена молекула П680 стає сильним відновником (E0=-0,7 В).
П680 відновлює феофітин, надалі електрон переноситься на хінони, що входять у склад ФС II, і далі на пластохінони, транспортується у відновленій формі до b6f-комплексу. Одна молекула пластохінона переносить 2 електрони і 2 протони, які беруться зі строми. Заповнення електронної вакансії в молекулі П680 відбувається коштом води. До складу ФС II входить водо-окиснювальний комплекс, що містить в активному центрі іони Мангану в кількості 4 штук. Для утворення однієї молекули кисню потрібно дві молекули води, що дають 4 електрони. Тому процес проводиться в 4 такти, і для його повного здійснення потрібно 4 кванти світла. Комплекс розташований з боку внутрішньотилакоїдного простору, і отримані 4 протони викидаються в нього.
Таким чином, загальний підсумок роботи ФС II — це окислення 2 молекул води за допомогою 4 квантів світла з утворенням 4 протонів у внутрішньотилакоїдному просторі і 2 відновлених пластохінонів у мембрані.

#### b6f- або b/f-комплекс
b6f-комплекс є насосом, що перекачує протони зі строми у внутрішньотилакоїдний простір і створює градієнт їхньої концентрації коштом енергії, що виділяється в окисно-відновних реакціях електронно-транспортного ланцюжка. 2 пластохінони забезпечують перекачування 4 протонів. Надалі трансмембранний протонний градієнт (pH строми близький до 8, а внутрішньотилакоїдного простору — до 5) використовується для синтезу АТФ трансмембранним ферментом АТФ-синтазою.

#### Фотосистема I
Світлозбиральний комплекс I містить приблизно 200 молекул хлорофілу.
У реакційному центрі першої фотосистеми знаходиться димер хлорофілу а з максимумом поглинання при 700 нм (П700). Після збудження квантом світла він відновлює первинний акцептор — хлорофіл а, той — вторинний (вітамін K1), після чого електрон передається на філохінон, від нього на ферредоксин, який і відновлює НАДФ за допомогою ферменту ферредоксин-НАДФ-редуктази. Білок пластоціанін, окиснений у b6f-комплексі, доправляється в реакційний центр першої фотосистеми з боку внутрішньотилакоїдного простору й відновлює окиснений П700.

### Циклічний і псевдоциклічний транспорт електрона
Крім повного нециклічного шляху електрона, описаного вище, виявлено циклічний і псевдоциклічний. Суть циклічного шляху полягає в тому, що феридоксин замість НАДФ відновлює пластохінон, який переносить його назад на b6f-комплекс. Унаслідок утворюється більший протонний градієнт і більше АТФ, але не виникає НАДФН. При псевдоциклічному шляху феридоксин відновлює кисень, який надалі перетворюється на воду і може бути використаний у фотосистемі II. При цьому також не утворюється НАДФН.

## Темнова стадія

Схематичне зображення циклу Кальвіна

У темновій стадії за участю АТФ і НАДФН відбувається відновлення CO2 до глюкози. Хоча світло не потрібне для здійснення цього процесу, воно бере участь у його регуляції.

### С3-фотосинтез, цикл Кальвіна
Цикл Кальвіна, або відновлювальний пентозо-фосфатний цикл, складається з трьох стадій:
- карбоксиляція;
- відновлення;
- регенерація акцептора CO2.

На першій стадії до рибулозо-1,5-бісфосфату приєднується CO2 під дією ферменту рибулозобісфосфат-карбоксилаза/оксигенази (Rubisco). Цей білок складає основну фракцію білків хлоропласта і, ймовірно, найбільш поширений фермент у природі. Унаслідок утворюється проміжне нестійке з'єднання, що розпадається на дві молекули 3-фосфогліцеринової кислоти (ФГК). У другій стадії ФГК у два етапи відновлюється. Спочатку вона фосфорилюється АТФ під дією фосфорогліцерокінази, потім НАДФН при дії тріозофосфатдегідрогенази, її карбоксильна група окислюється до альдегідної, і вона стає вуглеводом (ФГА).
У третій стадії беруть участь 5 молекул ФГА, які через утворення 4-, 5-, 6- і 7-вуглецевих зв'язків об'єднуються в 3 5-вуглецевих рибулезо-1,5-біфосфати, для чого необхідні 3 АТФ. Нарешті, дві ФГА необхідні для синтезу глюкози. Для утворення однієї молекули глюкози потрібно 6 обертів циклу, 6 CO2, 12 НАДФН і 18 АТФ.

### С4-фотосинтез, цикл Хетча— Слека— Карпілова
При низькій концентрації розчиненого в стромі CO2 Rubisco каталізує реакцію окислення рибулезо-1,5-біфосфату і його розпад на 3-фосфогліцеринову кислоту і фосфогліколеву кислоту, яка вимушено використовується в процесі фотодихання. Для збільшення концентрації CO2 рослини типу С4 змінили анатомію листка. Цикл Кальвіна в них локалізується в клітинах обкладання провідного пучка, в клітинах мезофілу ж під дією ФЕП-карбоксилази фосфоенолпіруват карбоксилюється з утворенням щавелевооцтової кислоти, яка перетворюється на малат або аспартат й направляється в клітини обкладання, де декарбоксилюється з утворенням пірувату, що повертається в клітини мезофілу.
С4-фотосинтез практично не супроводжується втратами рибулезо-1,5-біфосфату з циклу Кальвіна, тому ефективніший. Проте він вимагає не 18, а 30 АТФ на синтез 1 молекули глюкози. Це виправдовує себе в тропіках, де гарячий клімат вимагає тримати продихи закритими, що перешкоджає надходженню CO2 в листок, а також при рудеральній життєвій стратегії.

### САМ-фотосинтез
У CAM-фотосинтезі (Crassulaceae acid metabolism) відбувається розділення асиміляції CO2 і циклу Кальвіна не в просторі, як у С4, а в часі. Уночі у вакуолях клітин по аналогічному описаному вище механізму при відкритих продихах накопичується малат, удень при закритих продихах іде цикл Кальвіна. Цей механізм дозволяє максимально ощадити воду, проте поступається в ефективності і С4, і С3. Він виправданий при стрестолерантній життєвій стратегії.

## Аноксигенний фотосинтез
Аноксигенний фотосинтез властивий деяким бактеріям і археям (наприклад, пурпуровим, деяким зеленим бактеріям і геліобактеріям тощо). Ці організми не використовують воду як відновник, тому кисень (O2) не є побічним продуктом синтезу. Замість води використовуються сірководень (H2S) або йони двовалентного заліза (Fe++), унаслідок чого на виході виникають елементарна сірка (S) і тривалентні іони заліза (Fe+++), відповідно, або молекулярний водень (H2). Наприклад, фотосинтез з використанням H2S як відновника проходить такі стадії:
CO2 + 2 H2S → (CH2O) + 2 S + H2O
Тут першим продуктом фотосинтезу виступає фіктивна хімічна сполука CH2O.
Наприклад, Oscillatoria limnetica, яка живе в гіперсалінному озері Солар-Лейк у районі затоки Ейлат (Ізраїль), може використовувати сульфід як донор електронів, унаслідок чого на поверхні нитки формуються гранули сірки. Узимку в цьому озері відзначаються сильні анаеробні умови, за яких у масі розвивається осциляторія, використовуючи сульфід як донор електронів. Навесні, коли води озера насичуються киснем, вона переходить на оксигенний фотосинтез. Таким чином, використання комбінації оксигенного й аноксигенного фотосинтезу дозволяє осциляторії бути домінуючим фітотрофом цього озера, у якому постійно чергуються аеробні й анаеробні умови. 
Окрім осциляторії здатність до факультативного аноксигенного фотосинтезу з використанням сульфіду як донора електронів показана в деяких штамів Lyngbya, Phormidium, Synechocystis, Prochlorothrix. У ролі донора електронів виступає сірководень Microcoleus chthonoplastes, який переважає в ціанобактеріальних матах і безкисневих умовах у пісках відливно-приливної зони морів. 
Здатність до аноксигенного фотосинтезу виявлена в Synechococcus elongatus, який у ролі донора електронів може використовувати тиосульфат. Ця ціанобактерія відкладає сірку не лише в навколишнє середовище, а й у клітинах.

## Значення фотосинтезу
Фотосинтез є одним з найфундаментальніших процесів на Землі, що сприяє підтримці життя, яким ми його знаємо. Його значення охоплює біологічний, екологічний і навіть суспільний аспекти, утворюючи наріжний камінь екосистем планети й підтримуючи складну мережу життя.
Фотосинтез є основним джерелом біологічної енергії, яку фотосинтезуючі автотрофи використовують для утворення органічних речовин з неорганічних. Гетеротрофи існують коштом енергії хімічних зв'язків, запасеної автотрофами, вивільняючи її в процесах аеробного й анаеробного дихання. Енергія, отримувана людством при спалюванні викопного палива (вугілля, нафта, природний газ, торф) та біопалива (біодизель, біогаз і біометан, біоетанол і біобутанол), також була запасена в процесі фотосинтезу.
Фотосинтез є головним методом залучення неорганічного вуглецю в біологічний цикл. Весь кисень атмосфери біогенного походження є побічним продуктом фотосинтезу. Формування кисневої атмосфери цілковито змінило стан земної поверхні, зробило можливою появу дихання, а надалі, після утворення озонового шару, дозволило життю вийти на сушу.

### Біологічне значення
За своєю суттю фотосинтез — це процес, за допомогою якого зелені рослини, водорості й деякі бактерії перетворюють енергію світла на хімічну енергію, головним чином у формі глюкози, вивільняючи при цьому кисень як побічний продукт. У рослин цей процес відбувається в спеціалізованих органелах, які називаються хлоропластами, де пігмент хлорофіл поглинає світлову енергію та ініціює синтез органічних сполук з вуглекислого газу й води.
Отримана глюкоза служить основним джерелом енергії для рослин, стимулюючи їх ріст, розмноження й різноманітну метаболічну діяльність. Крім того, ця багата на енергію молекула формує основу харчового ланцюга, оскільки рослиноїдні тварини споживають рослини, передаючи цю накопичену енергію м'ясоїдним і всеїдним на всіх трофічних рівнях.

### Екологічне значення
Фотосинтез відіграє незамінну роль у підтримці тонкого балансу екосистем Землі. Окрім виробництва кисню, необхідного для дихання, він регулює рівень вуглекислого газу в атмосфері, сприяючи декарбонізації і пом'якшуючи парниковий ефект, поглинаючи CO2 з атмосфери. Ця ключова роль у кругообігу вуглецю сприяє стабілізації глобальних температур, зменшенню глобального потепління й пом'якшенню наслідків зміни клімату. Заліснення, лісовідновлення та біоенергетика з використанням технології уловлювання та зберігання вуглецю (BECCS) є одними з основних методів зменшення рівня вуглекислого газу в атмосфері, і фотосинтез грає ключову роль у цих методах і технологіях.
Крім того, фотосинтез глибоко впливає на біорізноманіття, забезпечуючи основу харчових мереж. Він підтримує незліченну кількість організмів, які прямо чи опосередковано залежать від енергії, отриманої з рослин, сприяючи складним зв'язкам між видами й підтримуючи взаємозв'язок форм життя в екосистемах.

### Суспільне значення
Фотосинтез важливий через його безпосередній вплив на людські суспільства. Сільськогосподарські системи використовують цей процес для вирощування сільськогосподарських культур, забезпечуючи продовольчу безпеку для мільярдів людей у всьому світі. Крім того, фотосинтез є основою біопалива в біоенергетиці, пропонуючи стійку альтернативу викопному паливу й сприяючи зусиллям у відновлюваній енергетиці.
Розуміння фотосинтезу і його механізмів залишається ключовим у різних наукових дисциплінах, від біології та екології до біотехнології та кліматології. Дослідники продовжують досліджувати шляхи оптимізації ефективності фотосинтезу, шукаючи розв'язання проблеми з дефіцитом їжі, підвищення продуктивності сільськогосподарських культур і боротьби з екологічними проблемами.

## Вивчення фотосинтезу

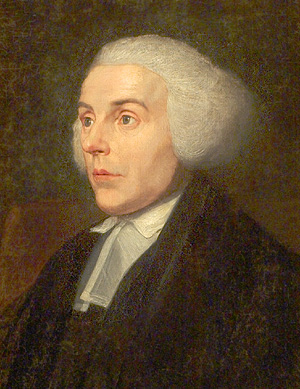
Джозеф Прістлі — відкривач кисню та вуглецю, перший дослідник фотосинтезу, портрет роботи Озаяса Гамфрі

Перші дослідження фотосинтезу провів Джозеф Прістлі в 1770-х —1780-х роках, коли звернув увагу на «псування» повітря в герметичній посудині свічкою, що горіла (повітря переставало бути здатним підтримувати горіння, поміщені в нього тварини задихалися), і «виправлення» його рослинами. Прістлі зробив висновок, що рослини виділяють кисень, необхідний для дихання й горіння, проте не відзначив, що для цього рослинам потрібне світло. Це показав незабаром Ян Інгенгаус.
Пізніше було встановлено, що, крім виділення кисню, рослини поглинають вуглекислий газ і за участю води синтезують на світлі органічні речовини. 1842 року Роберт Маєр на підставі закону збереження енергії постулював, що рослини перетворюють енергію сонячного світла на енергію хімічних зв'язків. 1877 року Вільгельм Пфеффер назвав цей процес фотосинтезом.
Хлорофіл уперше виділили 1818 року П. Ж. Пелетьє і Жозеф Каванту. Розділити пігменти і вивчити їх окремо вдалося М. С. Цвєту за допомогою створеного ним методу хроматографії. Спектри поглинання хлорофілу вивчав К. А. Тімірязєв. Він же, розвиваючи положення Маєра, показав, що саме поглинання світла дозволяє підвищити енергію системи, створивши замість слабких зв'язків С-О і О-Н високоенергетичні С-С (до цього вважалося, що у фотосинтезі використовуються жовті промені, що не поглинаються пігментами листка). Зроблено це було завдяки створеному ним методу обліку фотосинтезу за поглинанням CO2. У ході експериментів з освітлення рослини світлом різних довжин хвиль (різного кольору) виявилося, що інтенсивність фотосинтезу збігається зі спектром поглинання хлорофілу.
Окислювально-відновну суть фотосинтезу (як оксигенного, так і аноксигенного) постулював Корнеліс ван Ніль. Це означало, що кисень у фотосинтезі утворюється з води, що експериментально підтвердив 1941 року О. П. Виноградов у дослідах з ізотопною міткою. 1937 року Роберт Гілл установив, що процес окиснення води (і виділення кисню), а також асиміляції CO2, можна роз'єднати. У 1954—1958 роках Даніел І. Арнон установив механізм світлових стадій фотосинтезу, а суть процесу асиміляції CO2 розкрив Мелвін Калвін з використанням ізотопів вуглецю в кінці 1940-х років. За цю роботу 1961 року йому була присуджена Нобелівська премія.
1955 року була виділена і очищена рибулозобісфосфаткарбоксилаза (РБФК). С4-фотосинтез описали Ю. С. Карпилов 1960 року і М. Д. Гетчем та К. Р. Слек 1966 року.

## Оптимізація фотосинтезу
Оптимізація фотосинтезу передбачає розуміння й підвищення ефективності цього життєво важливого біологічного процесу. Дослідники й науковці в усьому світі прагнуть розкрити механізми й стратегії для підвищення ефективності фотосинтезу, тим самим потенційно підвищуючи врожайність сільськогосподарських культур, пом’якшуючи навантаження на навколишнє середовище, зменшуючи надмірний рівень парникових газів (CO2) в атмосфері й сприяючи сталим методам ведення сільського господарства.
Удосконалення в розумінні фотосинтезу рослин привело до виявлення багатьох шляхів підвищення його ефективності, включаючи оптимізацію захоплення світла, покращення функцій ферментів і зміну метаболічних шляхів. Генетичні модифікації, такі як надмірна експресія субодиниць РуБісКо в кукурудзі й седогептулозо-біфосфатази в пшениці, показали багатообіцяючі результати, збільшуючи фотосинтез і біомасу сільськогосподарських культур.

### Фактори, що впливають на ефективність фотосинтезу
- Використання світла: максимальне поглинання та використання світла пігментами хлорофілу у фотосистемах має вирішальне значення. Оптимізація структури листя, розташування хлоропластів і пігментного складу сприяє кращому захопленню світла.[18][12] Розуміння складної взаємодії між кількістю світла, якістю (з погляду спектрального складу) і циркадним ритмом має важливе значення для оптимізації ефективності фотосинтезу. Використання прогресу в світлодіодних технологіях для адаптації спектрів світла та маніпулювання фотоморфогенними процесами відкриває багатообіцяючі шляхи для підвищення врожайності та якості сільськогосподарських культур у тепличному садівництві.[19]
- Наявність вуглекислого газу (CO2): адекватні рівні CO2 необхідні для ефективного фотосинтезу. Розуміння й маніпулювання факторами, що впливають на дифузію CO2 в листя, такими як провідність продихів і концентрація CO2 в навколишньому середовищі, є ключовими моментами в оптимізації фотосинтезу.[20]
- Ефективність використання води: збалансоване використання води при підтримці оптимального фотосинтезу має вирішальне значення, особливо в середовищах з обмеженою кількістю води. Досліджуються стратегії підвищення ефективності використання води без зниження швидкості фотосинтезу.[21][22][23]
- Регулювання температури: швидкість фотосинтезу чутлива до змін температури. Оптимізація теплових умов відповідно до конкретних видів рослин або середовища може позитивно вплинути на загальну ефективність фотосинтезу.[24][25]

### Підходи до підвищення ефективності фотосинтезу
- Генетична модифікація: методи генетичної інженерії спрямовані на модифікацію рослин для підвищення ефективності фотосинтезу. Це передбачає зміну генів, пов’язаних із захопленням світла, фіксацією вуглецю або оптимізацією метаболічних шляхів для підвищення врожайності й стресостійкості.[26][27]
- Покращення біохімічних шляхів: розуміння й модифікація біохімічних шляхів, залучених у фотосинтез, таких як цикл Кальвіна, фотодихання та ланцюг транспортування електронів, пропонують потенційні шляхи для оптимізації ефективності.[28]
- Синтетична біологія та біотехнологія: використання інструментів біотехнології та синтетичної біології, таких як технологія редагування генома CRISPR-Cas9[29] і метаболічна інженерія[en], дозволяє точно модифікувати геноми рослин для підвищення продуктивності фотосинтезу.[30]
- Програми селекції сільськогосподарських культур: традиційні методи селекції в поєднанні з сучасними технологіями, такими як селекція за допомогою маркерів[en], зосереджені на розробці сортів з покращеними фотосинтетичними властивостями, включаючи вищу продуктивність[31] і стійкість до стресу[32][33][34].[16]

### Застосування
Оптимізація фотосинтезу вже сьогодні знаходить практичне застосування в таких сферах, як підвищення врожайності рису завдяки генетичним модифікаціям, що підвищують ефективність фотосинтезу, виробництво біопалива четвертого покоління з водоростей, у якому оптимізують фотосинтетичні шляхи для підвищення ефективності виробництва. Покращена ефективність фотосинтезу може сприяти кращому поглинанню вуглецю з атмосфери й пом'якшенню наслідків зміни клімату. Крім того, оптимізація фотосинтезу може допомогти у фіторемедіації, використовуючи рослини для очищення ґрунту, води й повітря від забруднюючих речовин. Також досліджується використання фотосинтезу для виробництва електроенергії та біоводню.
Постійна міждисциплінарна співпраця між біологами, агрономами, біотехнологами, біоінженерами, генетиками й екологами має важливе значення для покращення нашого розуміння й застосування оптимізації фотосинтезу.